# Collier Row
Collier Row is een wijk in het Londense bestuurlijke gebied Havering, in de regio Groot-Londen. Collier Row is een project ten noorden van Romford en 14km ten noordoosten gelegen van Charing Cross.
Het gebied is gebaseerd op een groot ontwikkelingsproject gebouwd in de jaren 30 als deel van de tussenoorlogse uitbreidingen, met winkelmogelijkheden rond de centrale kruiswegen.
Collier Row was vroeger een deel van de county Essex, tot de uitbreiding van Groot-Londen in 1965.